# Trento
Trento (en italiano: Trento; en alemán: Trient; en latín: Tridentum) es una ciudad italiana situada en la región de Trentino-Alto Adigio. Es la capital de la región y de la provincia autónoma de Trento. La ciudad, conocida internacionalmente por el Concilio de Trento, fue territorio austríaco hasta la Primera Guerra Mundial. Está situada en el profundo valle del Adigio.

## Etimología

Dibujo del campamento romano que originó Trento.

Ya se nombra a Tridentum en un documento datado en el año 222 a. C. El origen del nombre es derivado del de "tridente", tres dientes. Los historiadores no se han puesto de acuerdo en cuáles sean estos "dientes": pueden ser o los montes que rodean la ciudad (Doss Trento o Verouca, Santa Aghata y San Roque) o los tres ríos que la atraviesan (tres brazos del río Adigio). Los cenomanos de esta región fueron conocidos como tridentinus, por lo que se conoce este sitio como Tridentum.
La tradición latina, que es la más recordada, indica que viene de la inscripción Montes argentum mihi dant nomenque Tridentum (los montes me dan la plata y el nombre de tridentum), hecha por fray Bartolomeo da Trento y que se encuentra en el centro histórico de la ciudad.

## Historia
Fue originariamente una ciudad celta, anexada definifitivamente a la 
República romana en el siglo I a. C.. Se volvió municipium tras la Lex Roscia del 49 a. C., sus habitantes fueron agregados a la gens romana Papiria y el emperador Augusto la incluyó en la Regio X Venetia et Histria de la Italia romana. La atravesaban importantes vías de comunicación que enlazaban la Llanura padana con los territorios allende los Alpes, a través de los pasos de Resia y del Brennero. Pero sobre todo Trento se volvió famosa por el concilio con el que se apoyó la Contrarreforma (1545-1563). El adjetivo tridentino literalmente significa perteneciente a Trento, pero debido al Consejo Tridentino, se puede referir también a este acontecimiento específico.
Según algunas teorías, Trento (Tridentum) se habría desarrollado sobre un asentamiento rético en el fondo de un valle. Además es posible la presencia de un antiguo castelliere rético (pueblo fortificado) sobre la colina del Doss Trento, utilizado probablemente también por los romanos después de la conquista; este fue uno de los primeros núcleos urbanos de la ciudad. Es lógico pensar que el valle del Adigio, como vía de comunicación Norte-Sur de primera importancia, haya hecho posible frecuentes intercambios culturales con otras poblaciones prerromanas, como los vénetos, etruscos y galos cisalpinos.

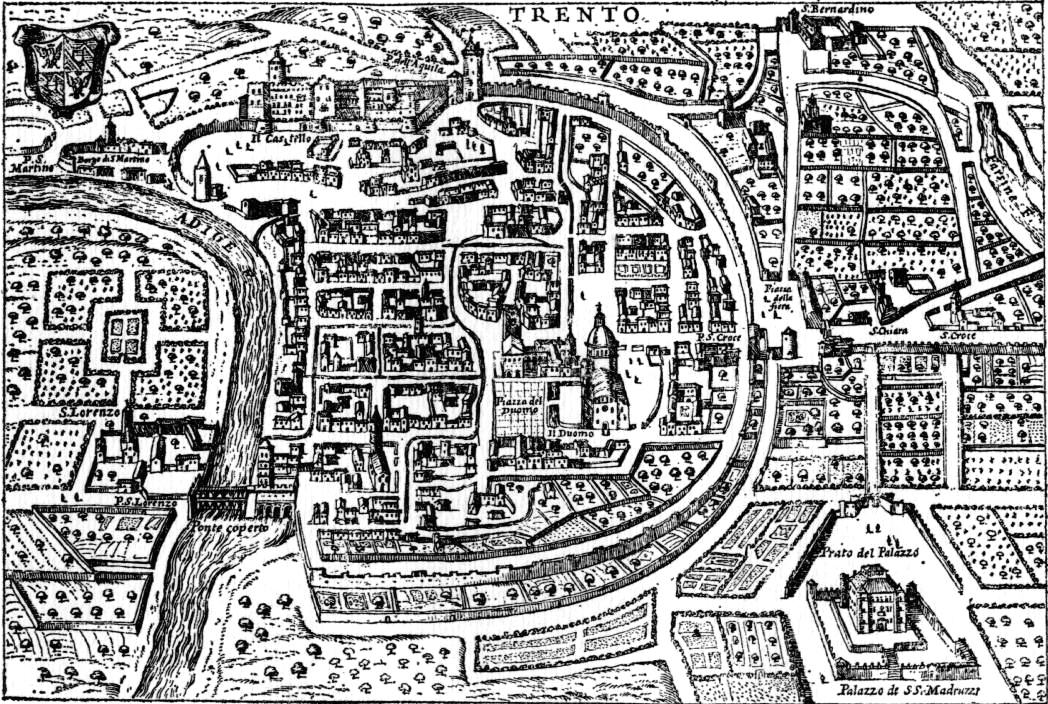
Mapa del de Trento.

Llegó a ser importante y rica de suntuosos palacios con los romanos. Destruida por las invasiones de los godos y longobardos, recobró importancia en los siglos VIII-IX, beneficiándose de su situación de paso obligado por la vía Brennero; precisamente para asegurarse aquí un aliado, los emperadores dieron poder temporal sobre la región a los obispos de Trento, instituyendo la serie de príncipes-obispos. Los más importantes de ellos, ambos del XVI, fueron Bernardo Clesio y Cristoforo Madruzzo, que participaron en las sesiones del Concilio. Tras la muerte del último de los Madruzzo en 1658 comenzó la decadencia del Trentino.
En los siglos sucesivos la ciudad decayó política y económicamente. Napoleón, que ocupó la ciudad en 1796, suprimió la figura del príncipe-obispo, que nunca volvió a ser repuesta. Anexionó la ciudad al reino de Italia, que era un gobierno títere de los franceses. En el Congreso de Viena, en 1815, se decidió incorporar la ciudad y provincia al Imperio austrohúngaro, que se hizo efectiva a partir de 1816 formando parte del Principado de Tirol.

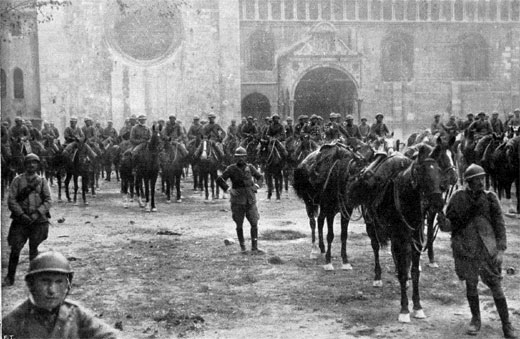
El ejército italiano entrando en Trento el 3 de noviembre de 1918, durante la Primera Guerra Mundial.

A partir de 1870 se desarrollaron en Trento movimientos políticos que trataban de defender la italianidad de la ciudad y defenderla de los intentos de germanización llevados por los sectores más nacionalistas del Tirol alemán. Fue ocupada por el ejército italiano el 3 de noviembre de 1918 (véase Frente Italiano (Primera Guerra Mundial)) una vez finalizada la Primera Guerra Mundial y se incorporó definitivamente a Italia en 1919 al firmarse el Tratado de Saint-Germain-en-Laye.
En la Segunda Guerra Mundial, cuando Mussolini fue depuesto en 1943 y luego liberado con la ayuda de los nazis, volvió a la lucha en el norte del país contra los aliados y fundó la República Social Italiana, aunque eso significó la anexión de la ciudad al Tercer Reich hasta la derrota total de 1945. A partir de la década de 1950, la ciudad y la región empezaron a crecer económicamente y a prosperar gracias en parte al estatuto especial de autonomía otorgado por el Estado italiano.
El 4 de noviembre de 1966, Trento conoció la mayor inundación de su historia reciente: buena parte de la ciudad y cerca de 5000 hectáreas de campo fueron sumergidas bajo unos 2 m de agua. En 1971 se modificó el estatuto especial, lo que provocó una ampliación de la autonomía de Trento y Bolzano, un caso único en todo el sistema administrativo del Estado italiano.
Hoy en día Trento es una ciudad cosmopolita, altamente desarrollada y con servicios sociales modernos. A menudo ocupa un puesto sumamente muy alto entre las 103 ciudades italianas en cuanto a calidad de vida y nivel de vida, así como el de negocios y las oportunidades de empleo, ocupando los puestos 1.ª, 6.ª y 2.ª, respectivamente. También es una de las ciudades más seguras del país. La provincia de Trento es una de las más ricas de Italia, y Trento es una de las ciudades más caras de Italia junto con Milán, Roma y Venecia.

## Clima y geografía

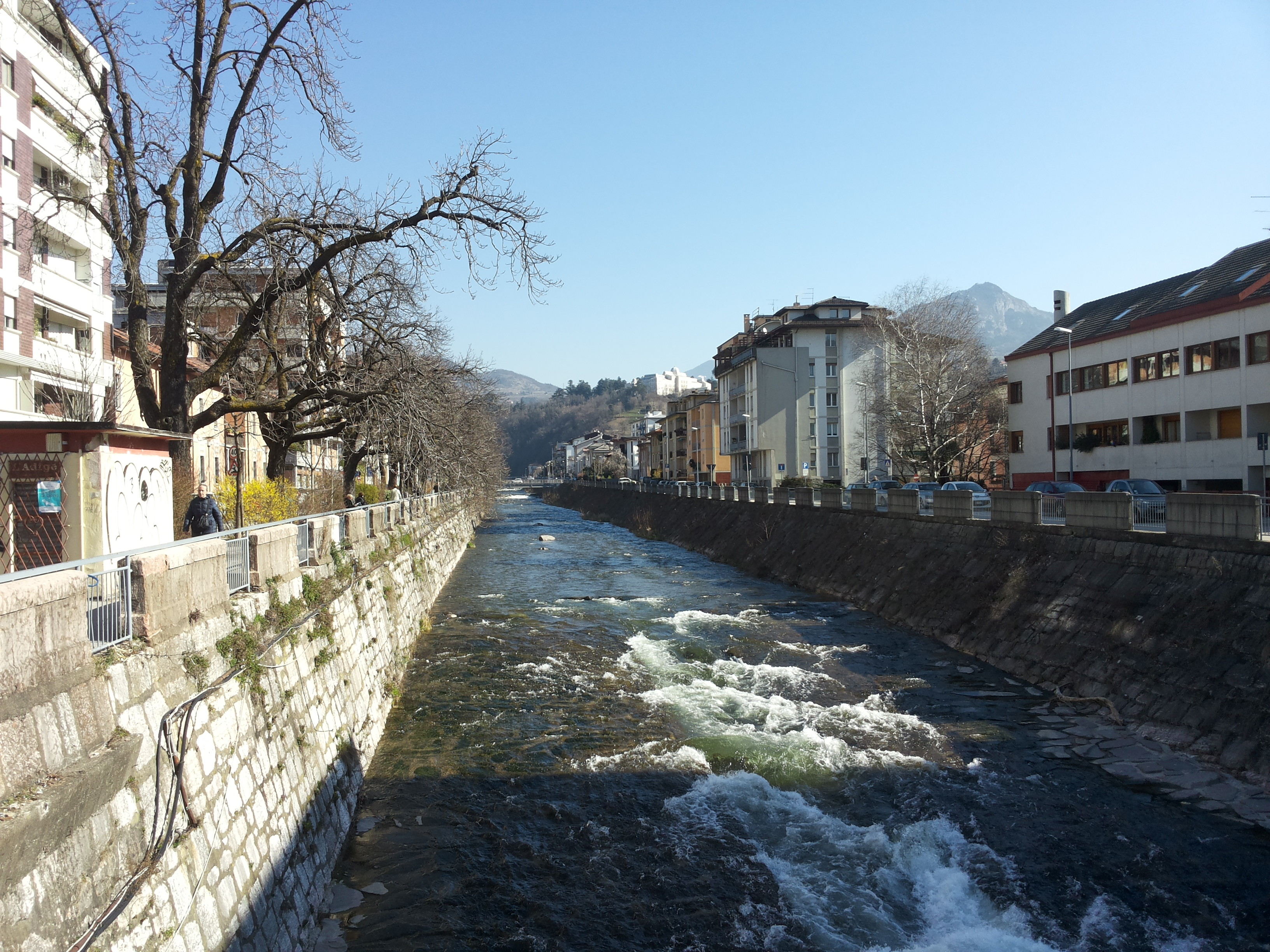
El torrente Fersina desemboca en el río Fiume

Se encuentra rodeada de montañas (Dolomitas y Alpes meridionales) y a 200 m sobre el nivel del mar en un profundo valle atravesado por el río Adigio y por el torrente Fersina. También está cerca de los muchos lagos existentes en la zona, entre los cuales destaca el Lago de Garda. Limita con las siguientes comunas:
| Noroeste: Terlago                  | Norte: Lavis                          | Nordeste: Giovo, Albiense                    |
| Oeste: Vezzano, Padergnone         |                                       | Este: Civezzano, Pergine Valsugana, Calavino |
| Suroeste: Lasino, Cavedine, Cimone | Sur: Aldeno, Besenello, Garniga Terme | Sureste: Vigolo Vattaro                      |

En cuanto al clima tiene veranos templados y variables e inviernos fríos y bastante nevados. Según los datos obtenidos entre 1981 y 2010, la temperatura media del mes más frío, enero, fue de 1,6 °C; y la del mes más cálido, julio, fue de 23,4 °C. Las precipitaciones medias anuales superan los 900 mm distribuidas en 84 días, con un pico en primavera y otro en otoño.
| Parámetros climáticos promedio de Trento Laste, elevación: 312 m (normales 1981–2010, extremos 1958–2010) | Parámetros climáticos promedio de Trento Laste, elevación: 312 m (normales 1981–2010, extremos 1958–2010) | Parámetros climáticos promedio de Trento Laste, elevación: 312 m (normales 1981–2010, extremos 1958–2010) | Parámetros climáticos promedio de Trento Laste, elevación: 312 m (normales 1981–2010, extremos 1958–2010) | Parámetros climáticos promedio de Trento Laste, elevación: 312 m (normales 1981–2010, extremos 1958–2010) | Parámetros climáticos promedio de Trento Laste, elevación: 312 m (normales 1981–2010, extremos 1958–2010) | Parámetros climáticos promedio de Trento Laste, elevación: 312 m (normales 1981–2010, extremos 1958–2010) | Parámetros climáticos promedio de Trento Laste, elevación: 312 m (normales 1981–2010, extremos 1958–2010) | Parámetros climáticos promedio de Trento Laste, elevación: 312 m (normales 1981–2010, extremos 1958–2010) | Parámetros climáticos promedio de Trento Laste, elevación: 312 m (normales 1981–2010, extremos 1958–2010) | Parámetros climáticos promedio de Trento Laste, elevación: 312 m (normales 1981–2010, extremos 1958–2010) | Parámetros climáticos promedio de Trento Laste, elevación: 312 m (normales 1981–2010, extremos 1958–2010) | Parámetros climáticos promedio de Trento Laste, elevación: 312 m (normales 1981–2010, extremos 1958–2010) | Parámetros climáticos promedio de Trento Laste, elevación: 312 m (normales 1981–2010, extremos 1958–2010) |
| Mes | Ene. | Feb. | Mar. | Abr. | May. | Jun. | Jul. | Ago. | Sep. | Oct. | Nov. | Dic. | Anual |
| --- | --- | --- | --- | --- | --- | --- | --- | --- | --- | --- | --- | --- | --- |
| Temp. máx. abs. (°C)                                                                                      | 19.2 | 23.6 | 29.0 | 31.0 | 37.4 | 38.9 | 39.5 | 41.4 | 33.5 | 28.3 | 22.8 | 16.6 | 41.4 |
| Temp. máx. media (°C)                                                                                     | 5.2 | 9.2 | 15.2 | 18.5 | 23.1 | 26.8 | 29.4 | 28.3 | 22.8 | 16.4 | 9.5 | 4.9 | 17.4 |
| Temp. media (°C)                                                                                          | 1.6 | 4.3 | 9.5 | 13.0 | 17.6 | 21.1 | 23.4 | 22.5 | 17.8 | 12.4 | 5.9 | 1.7 | 12.6 |
| Temp. mín. media (°C)                                                                                     | -2.1 | -0.6 | 3.9 | 7.6 | 12.2 | 15.4 | 17.4 | 16.7 | 12.8 | 8.3 | 2.4 | -1.5 | 7.7 |
| Temp. mín. abs. (°C)                                                                                      | -15.2 | -11.3 | -10.1 | -2.7 | 1.5 | 6.3 | 9.5 | 7.2 | 3.3 | -3.7 | -6.6 | -12.3 | -15.2 |
| Precipitación total (mm)                                                                                  | 42.1 | 33.9 | 54.0 | 78.1 | 94.4 | 92.4 | 86.7 | 83.8 | 82.3 | 116.8 | 106.2 | 65.8 | 936.6 |
| Nevadas (cm)                                                                                              | 19.2 | 9.8 | 3.1 | 0.3 | 0.0 | 0.0 | 0.0 | 0.0 | 0.0 | 0.1 | 2.8 | 14.3 | 49.6 |
| Días de precipitaciones (≥ 1 mm)                                                                          | 4.0 | 3.4 | 5.7 | 8.2 | 9.5 | 9.5 | 8.2 | 8.1 | 7.0 | 7.6 | 7.1 | 5.5 | 83.7 |
| Humedad relativa (%)                                                                                      | 69 | 66 | 66 | 69 | 72 | 71 | 71 | 72 | 73 | 77 | 75 | 59 | 70 |
| Fuente n.º 1: Agenzia Provinciale per la Protezione dell'Ambiente                                         | | | | | | | | | | | | | |
| Fuente n.º 2: Meteotrentino                                                                               | | | | | | | | | | | | | |

## Economía

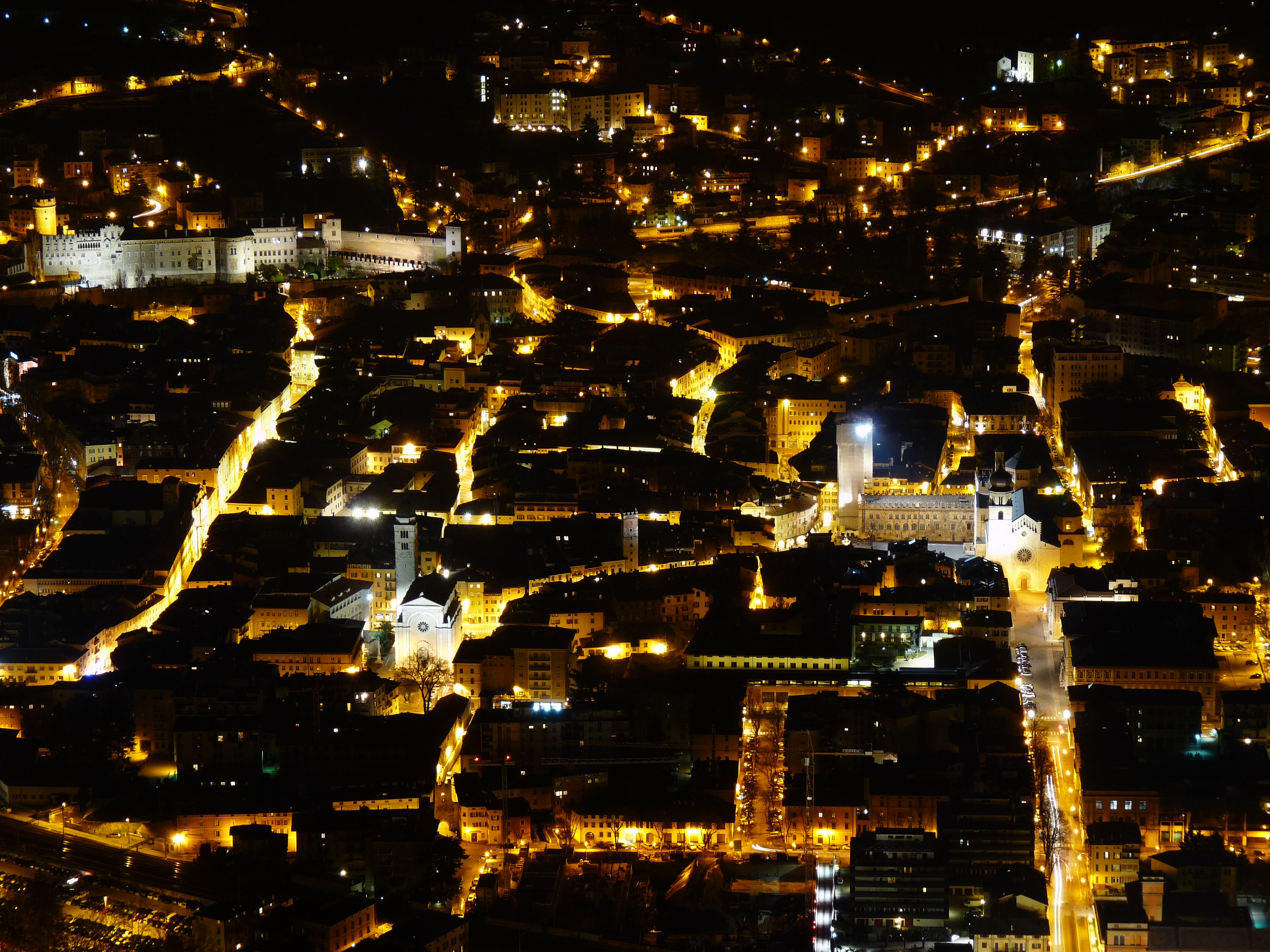
Trento iluminada por la noche.

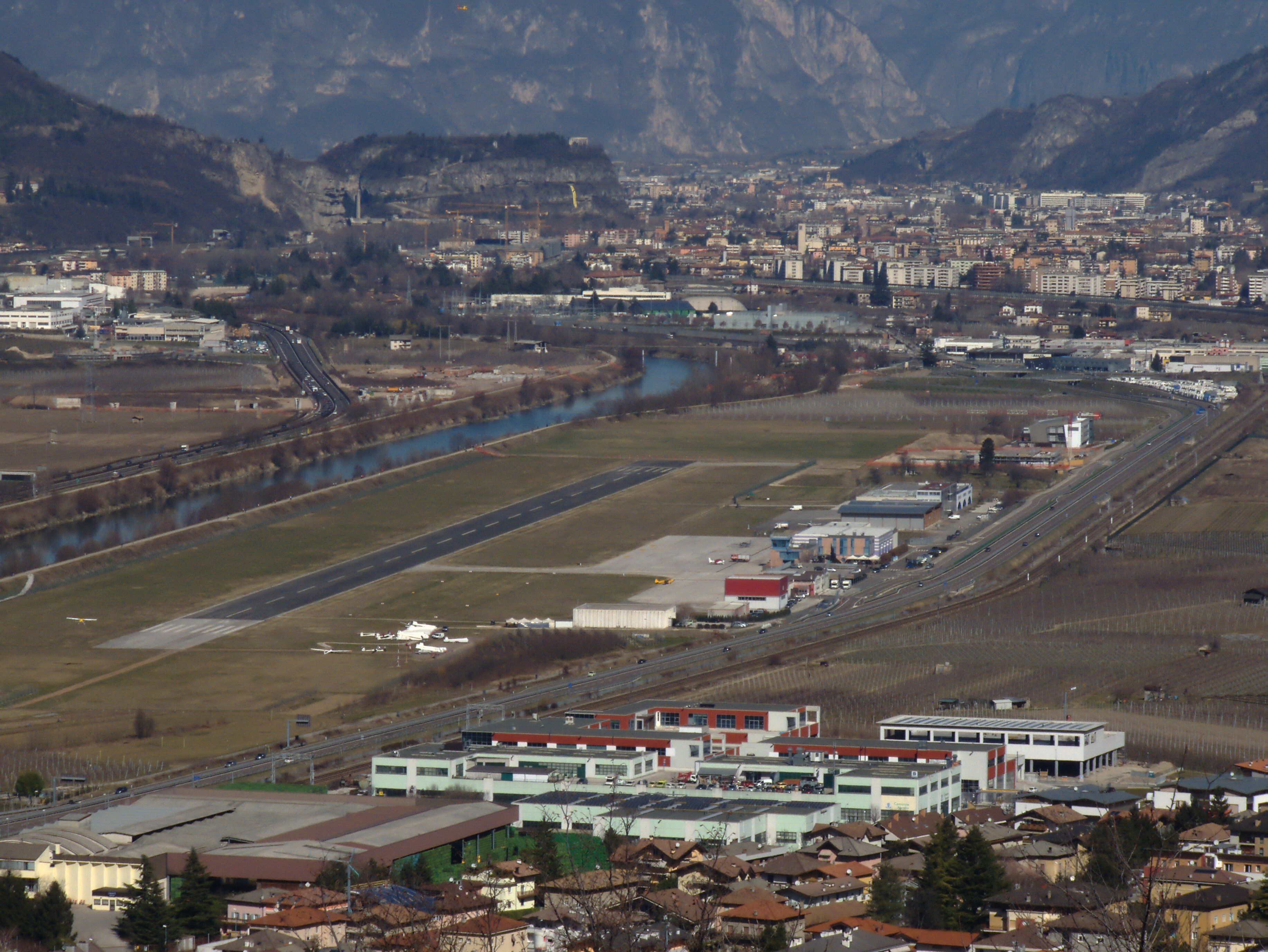
Aeropuerto de Trento.

Se ha convertido en un paso casi obligado para las personas que deseen ir a esquiar a los Alpes y eso, unido a que aún conserva gran cantidad de edificios medievales y del Renacimiento ha provocado un gran impulso del sector turístico. Famosos son sus productos lácteos (leche, yogures y quesos), manzanas y vinos con denominación de origen.

## Cultura
En el siglo XIX se hallaron restos del anfiteatro romano, y en el museo de la ciudad se conserva la llamada "tabla clesiana", descubierta en 1869 en los campos de Cles in Val di Non, y en la que se reproduce en bronce un edicto del emperador Claudio que data del 46 d. C. que menciona a Trento calificándolo de "espléndido municipio". Otro de los vestigios romanos de Trento lo constituye la Torre Mirana. En ella se pueden contemplar los restos de las canalizaciones que llevaban las aguas residuales de las viviendas al río Adige. La Catedral de San Vigilio (también llamada Duomo) junto con el castillo del Buonconsiglio son quizás los dos edificios más reconocibles de la ciudad.

## Educación
|  | Universidad           | Fundación | Acrónimo | Tipo    |
|  | --------------------- | --------- | -------- | ------- |
|  | Universidad de Trento | 1962      | UNITN    | Pública |

Trento posee muchos de los principales centros educativos, científicos, financieros y políticos del Trentino-Alto Adigio/Südtirol y del norte de Italia en general. La Universidad de Trento empieza a funcionar en 1962, convirtiéndose no solo en una de las mejores de Italia, sino la mejor en Derecho y Sociología y una de las mejores en Economía ( de hecho cada año se celebra el famoso Festival de Economía). En el ranking de las universidades del mundo "World University Rankings 2009", la Universidad de Trento es una de las pocas universidades italianas que se encuentran y se coloca entre los lugares 401-500.

## Patrimonio

### Piazza Duomo

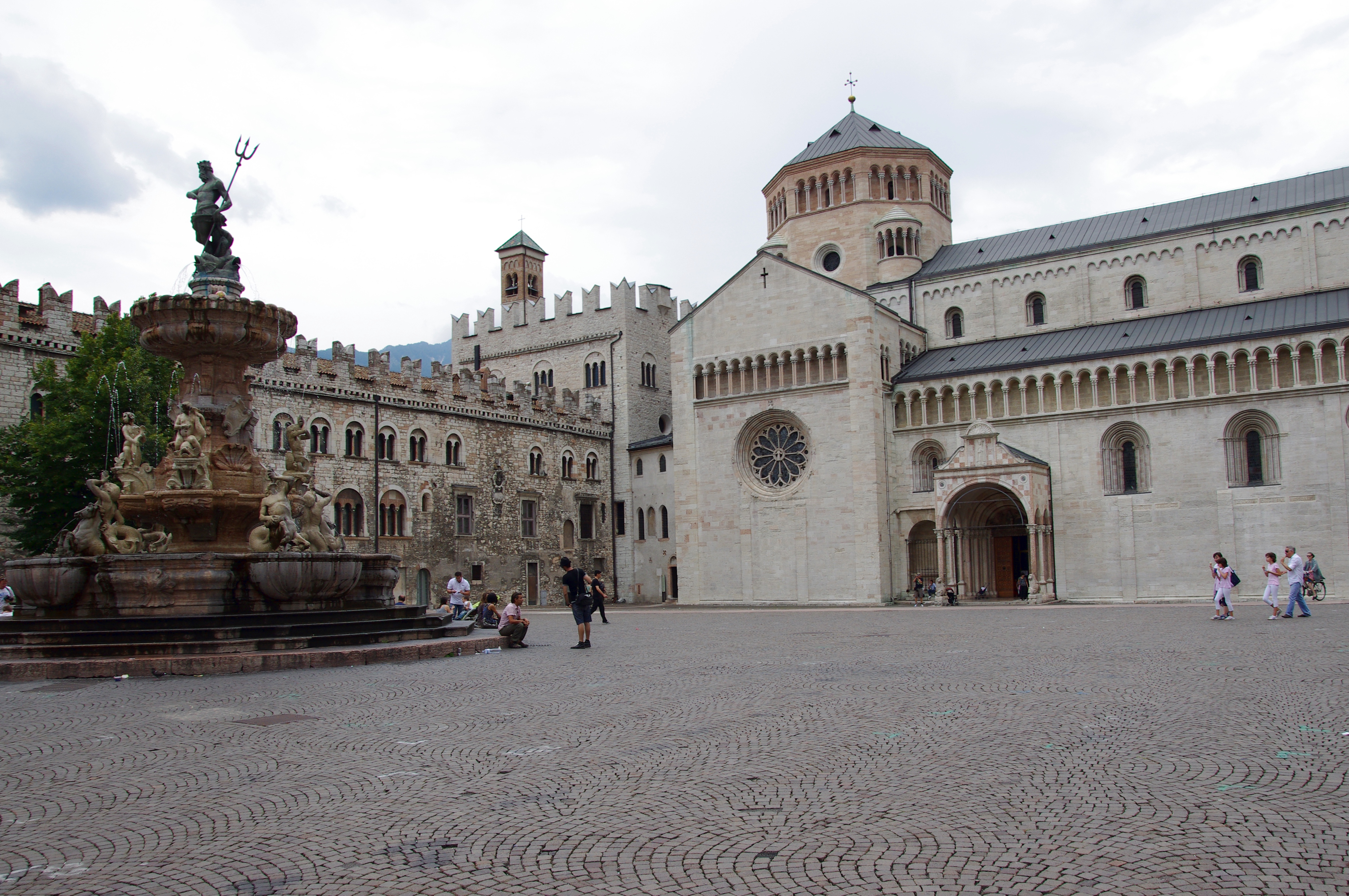
Catedral de San Vigilio

Plaza Duomo, situada en el centro de la ciudad, se llama así debido a que allí se encuentra la catedral de San Vigilio ("Cattedrale di San Vigilio") más conocida como "Duomo" o "Cattedrale di Trento". Está adornada con la fuente de Neptuno del siglo XVII, está dedicada a San Vigilio, patrón de la ciudad. Es un imponente edificio románico-gótico construido entre los siglos XII-XIII. Le acompaña un campanario erigido en el siglo XVI. Hay monumentos funerarios y restos de los frescos de los siglos XII y XV en los brazos del crucero. En la cripta quedan restos de la basílica paleocristiana del siglo VI y de la posterior reestructuración durante los siglos IX y XII.

### Castello del Buonconsiglio

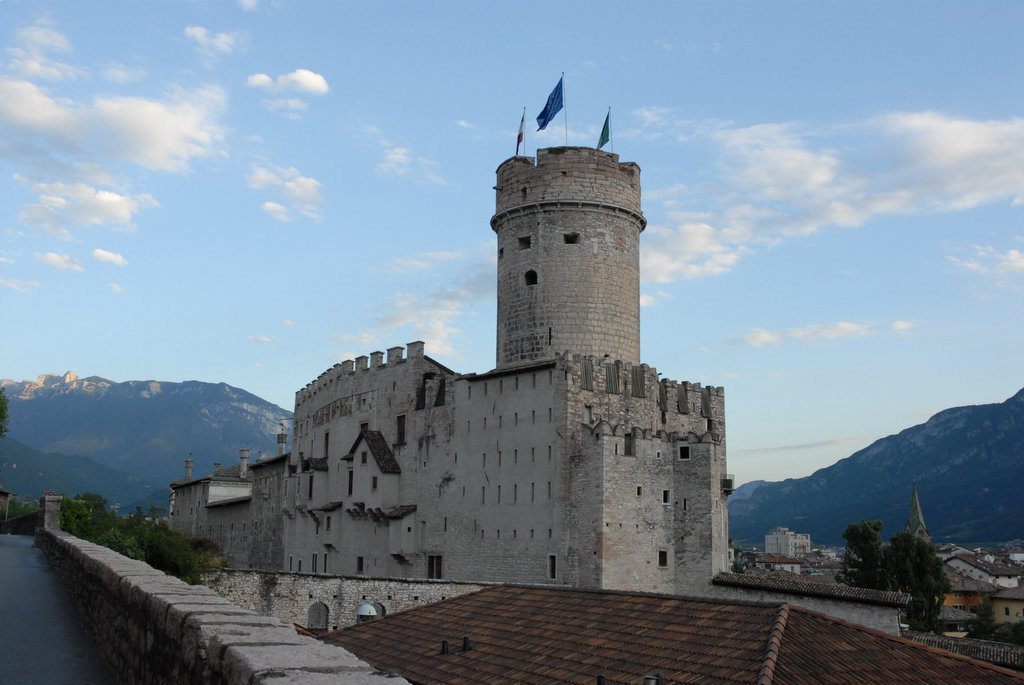
Castillo de Trento

El castillo del Buonconsiglio (Buenconsejo), fue la residencia de los príncipes-obispos. Tiene un núcleo originario del siglo XIII y unida a él se encuentra la Torre Grande. Fue reacondicionado en 1475 con formas góticas venecianas. Actualmente es un museo que cuenta con material arqueológico, artístico (pinturas, monedas, códices, estatuas, códices, objetos sagrados...) y etnológicos. También se encuentran las celdas de soldados que lucharon por Italia en la Primera Guerra Mundial y fueron fusilados en el foso del castillo. Destacan en la torre del águila los frescos titulados "Doce Meses" de estilo gótico internacional del siglo XV.

### Otras zonas de interés

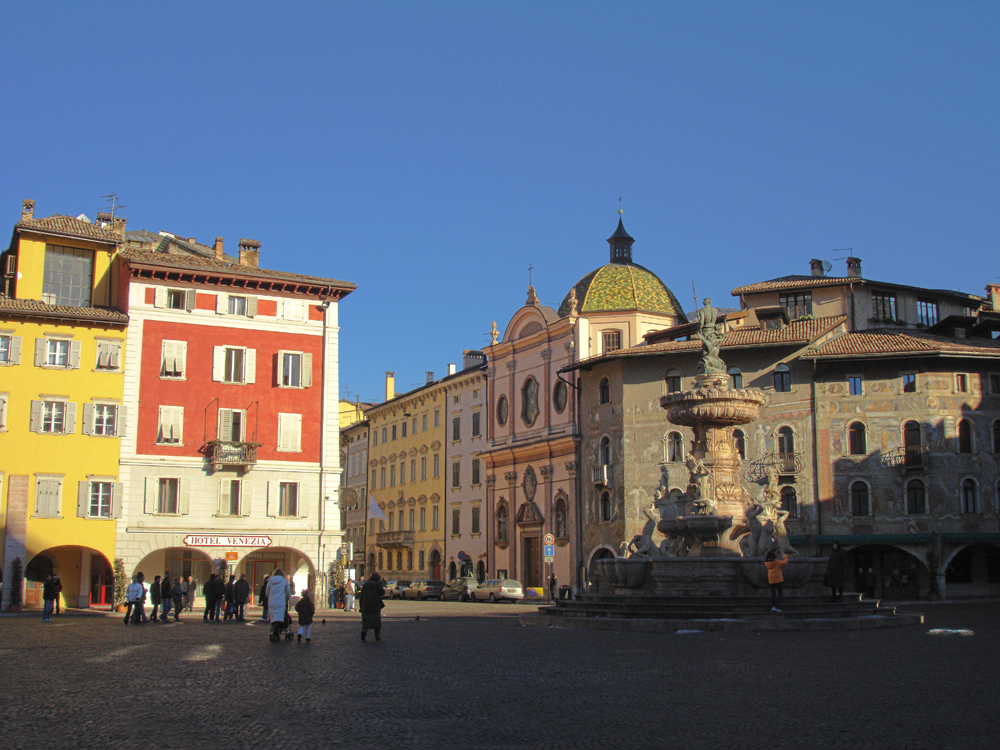
Piazza Duomo.

Una de las calles más llamativas es Via Belezani, que sale desde piazza Duomo. Posee palacios renacentistas de estilo véneto con frescos en la fachada, que es uno de los símbolos de esta ciudad. Hay gran cantidad de iglesias y palacios en la ciudad. En piazza Battisti se pueden visitar los únicos restos romanos de la ciudad, que comprenden desde el siglo I a. C. hasta el siglo VI d. C.
Es importante la iglesia de Santa María la Mayor, lugar donde se celebraron algunas sesiones del Concilio de Trento (otras se realizaron en la catedral de San Vigilio).
Cerca del puente de San Lorenzo, hay un teleférico desde el cual se puede observar toda la ciudad ya que asciende desde Trento (194 m) al Belvedere di Sardagna (595 m). Algo más en el norte, en el monte Doss Trento, se encuentra el monumento a Cesare Battisti que consiste en un amplio círculo de columnas.

## Deportes
| Equipo               | Deporte    | Competición | Estadio          | Creación |
| -------------------- | ---------- | ----------- | ---------------- | -------- |
| Trento Calcio 1921   | Fútbol     | Serie D     | Stadio Briamasco | 1921     |
| Trentino Volley      | Voleibol   | SuperLega   | PalaTrento       | 2000     |
| Aquila Basket Trento | Baloncesto | Serie A     | PalaTrento       | 1995     |

## Demografía
La ciudad en 2009 poseía 115 511 habitantes. La provincia comprende 6207 km²; y una población de 524 826 (31/12/2009). La población vive en una provincia que es completamente montañosa.
| Gráfica de evolución demográfica de Trento entre 1871 y 2015 |
|                                                              |
| Fuente ISTAT - elaboración gráfica de Wikipedia              |

## Fiestas y tradiciones
Las más famosas son las llamadas "Fiestas Vigilianas" que se celebran entre el 22 y el 26 de junio.Se trata de una manifestación histórico-folclórica que toma el nombre del patrón de la ciudad, San Vigilio, y que cada año en junio evoca las tradiciones de la ciudad en la época del renacimiento y del Concilio de Trento (1545-1563). Las Fiestas Vigilianas constituyen la más importante tradición de fiesta urbana trentina, ofreciendo una gran y sugestiva representación de la realidad del siglo XVI. El origen de la fiesta se remonta a ese siglo, cuando el príncipe obispo Cristoforo Madruzzo jugó un papel central en los episodios históricos y políticos de la península italiana. Hay duelos con vestidos de la época entre "Ciusi y Gobj", en lucha por la conquista de una polenta; desfilan cortejos con trajes de la época; el Lung'Adige, donde los barrios ciudadanos dan vida al "Palio de la Oca" que consiste en una serie de pruebas de habilidad, afrontadas con equipamientos que compiten en balsas; y el Dos Trento, que acoge la conocida como "Cena benedictina". El espectáculo renacentista de las paradas y de los duelos es evocado gracias a la estructura arquitectónica de la ciudad y gracias a las costumbres de la época, que movilizan cada año un gran público internacional. Por último hay un espectáculo de fuegos artificiales sobre el Adige, que cierra las celebraciones. Otra cita tradicional de Trento es el histórico Mercadillo de Navidad.

## Ciudades hermanadas
Trento está hermanada con las siguientes ciudades:
- Bardolino (Italia)
- Berlín (Alemania)
- Chieti (Italia)
- Huatusco (México)
- Kempten (Alemania)
- Madrid (España)
- Magdalena de Kino (México)
- Praga (República Checa)
- Prijedor (Bosnia y Herzegovina, acuerdo de cooperación)
- Resistencia (Argentina)
- San Gregorio Atzompa (México)[5][6][7][8]
- San Sebastián (España)
- Sławno (Polonia, acuerdo de cooperación)
- Alta Gracia (Argentina)